# Svallkött
Svallkött är en medicinsk term för alltför riklig produktion av granulationsvävnad i ett sår. Då svallkött uppstår försöker man avlägsna det eftersom det blöder lätt och hämmar sårläkningen.
Förr i tiden användes lapis som en huskur mot svallkött.